# Xenophthalmidae
De Xenophthalmidae is een familie van de superfamilie Ocypodoidea uit de infraorde krabben (Brachyura).

## Systematiek
De Xenophthalmidae zijn onderverdeeld in twee onderfamilies:
- Anomalifrontinae  Rathbun, 1931
- Xenophthalminae  Stimpson, 1858